# We butter The Bread With Butter
We Butter the Bread with Butter é uma banda alemã de Berlim. Fundada em 2007 por Marcel Neumann. Seu álbum de estréia Das Monster aus dem Schrank foi lançado em 21 de novembro de 2008 através de Redfield Records.. O segundo álbum deles, Der Tag dem um die Welt unterging foi lançado em 14 de maio de 2010. We Butter The Bread With butter começou como dupla, mas durante o verão de 2010, três membros foram introduzidos no conjunto, assumindo os requisitos de uma banda completa.

## Sobre a Banda
We Butter the Bread with Butter foi fundado em 2007 por Marcel Neumann, que foi originalmente guitarrista da banda de Martin Kesici ,  e Tobias Schultka. A banda foi originalmente concebida como uma piada, mas progrediu para se tornar uma dupla musical mais séria. O nome da banda não tem nenhum significado particular, embora suas origens tenham sido sugeridas de quando os dois membros originais estavam dirigindo um carro operado por Marcel Neumann e quase ocorreu um acidente. Neumann achou Schultka "tão engraçado que perdeu o controle do veículo por um breve período".  Muitas de suas canções a partir deste ponto eram covers de contos folclóricos alemães e rimas infantis . 
Na "Infiziert-Tour 2008" ( alemão : 'Infected-Tour 2008') eles se apresentaram junto com a banda de metalcore alemã Callejon e a banda pós-hardcore The Parachutes em grandes cidades da Alemanha como Berlim , Frankfurt , Hamburgo , Colônia e Stuttgart  e, além disso, abrindo várias vezes para o A Day to Remember .  Depois disso, ambos os membros se voltaram para a produção de seu segundo álbum completo, Der Tag an dem die Welt unterging, que foi lançado em 14 de maio de 2010 na Alemanha, Estados Unidos e Japão. Durante a produção do álbum, três novos músicos se juntaram ao WBTBWB com Kenneth Iain Duncan agora sendo o segundo guitarrista, Maximilian Pauly Saux tocando o baixo e Can Özgünsür como baterista.
Tobias Schultka, vocalista e membro fundador do We Butter the Bread with Butter quando o grupo era uma dupla, se separou da banda em junho de 2010. O motivo declarado foi porque ele queria se concentrar em ser um desenvolvedor de aplicativos para a Apple Inc.  Schultka é encontrado em vários sites e é conhecido por sua empresa e produção de seu jogo para iPhone, Happy Chewing Gum .  Schultka foi substituído por Paul Bartzsch.
Em 28 de junho de 2012, Kenneth Duncan anunciou sua saída da banda através de sua página pessoal no Facebook, citando diferenças criativas e pessoais.
Em 28 de outubro de 2012, a banda postou um vídeo no YouTube chamado We Butter the Bread with Butter - Novo EP e Trailer de Álbum. O vídeo diz que o EP sairá em 2012 e o novo álbum sairá em 12 de abril de 2013. No dia seguinte a banda postou uma foto da capa do álbum Projekt Herz EP no Facebook.
Em 11 de novembro de 2012 a banda postou uma das novas músicas de seu novo EP no Facebook. O nome da música é USA. Em 19 de dezembro de 2012, a banda lançou um EP intitulado Projekt Herz .
Em 17 de fevereiro de 2013 a banda postou um vídeo no YouTube anunciando a data de lançamento de seu próximo álbum - 9 de agosto de 2013 Em 21 de abril de 2013 a banda revelou via Facebook a capa e o nome do terceiro álbum, Goldkinder , que será lançado em 9 de agosto de 2013.
Na turnê We Butter the Bread with Butter pelo Reino Unido, os fãs puderam receber um novo single "Pyroman & Astronaut" da área de produtos de graça.
Em 18 de junho de 2013, a banda lançou outro single de seu próximo álbum, Goldkinder , intitulado "Das Uhrwerk". Em 10 de julho de 2013, a banda lançou seu primeiro videoclipe de "Alles was ich Will", de seu próximo álbum Goldkinder , em seu canal oficial no YouTube. Em 16 de julho de 2013, a banda revelou uma turnê nos EUA por meio de sua página oficial do Facebook. Em 9 de agosto, eles lançaram Goldkinder . Em 12 de junho de 2014, a banda lançou uma nova música intitulada "Weltmeister" no YouTube. Isso foi seguido em 13 de abril de 2015 por uma música intitulada "Ich mach was mit Medien", que foi apresentada no quarto álbum da banda, Wieder geil! , lançado em 22 de maio de 2015. Em 20 de janeiro de 2017, a banda lançou um videoclipe para uma música chamada Klicks. Likes. Fame. Geil! via AFM Records.
Em 12 de abril de 2019, Paul Bartzsch anunciou sua saída da banda através de seu Instagram pessoal, sendo que coisas aconteceram no passado sem [seu] conhecimento. Paul também postou uma foto anunciando sua saída no Instagram, dizendo "Obrigado por todo o apoio nos últimos 8 anos! Nunca esquecerei todo o amor, apoio e aventuras." Em 27 de outubro de 2019, a banda anunciou o retorno de Schultka à posição de vocalista. Dois dias depois, o 2019 Rehab European Tour foi anunciado, com Eskimo Callboy . WBTBWB iria se apresentar na formação original da dupla Marcie e Tobi. Em 24 de novembro de 2019, a banda anunciou o lançamento de seu novo single, "Dreh Auf!", Que foi lançado em 30 de novembro de 2019 pela AFM Records no YouTube.
Enquanto a banda não teve nenhuma aparição pública em 2020, Neumann ajudou a produzir "MC Thunder II (Dancing Like A Ninja)", do EP XXMM de Eskimo Callboy . Posteriormente, WBTBWB foi anunciado como um dos vários artistas para remixar "Hypa Hypa", outra música do mesmo EP. Uma semana depois, foi anunciado que o primeiro novo álbum como um duo se chamará "Das Album", com data de lançamento em 24 de setembro de 2021.

## Nome da Banda
O nome da banda não tem nenhum significado em particular. Além do fato de que o nome da dupla foi sugerido, enquanto os outros dois membros estavam em um carro, dirigindo. Houve quase um acidente, porque Neumann encontrou Schultka "tão engraçado que ele rapidamente perdeu o controle do veículo."

## Membros
Os atuais membros
- Marcel "Marcie" Neumann - guitarra , sintetizadores , programação , backing vocals (2007 – presente) , baixo (2007–2010)
- Tobias "Tobi" Schultka - vocal principal (2007-2010, 2019-presente) , programação de bateria (2007-2010)

Os ex-membros
- Kenneth Iain Duncan - guitarra (2010–2012)
- Maximilian Pauly Saux - baixo, backing vocals (2010–2015)
- Paul Bartzsch - vocais principais (2010–2019)
- Can Özgünsür - bateria (2010–2019)
- Axel Goldmann - baixo (2015–2019)

## Discografia
- 2008: Das Monster aus dem Schrank (Redfield)
- 2010: Der Tag an dem die Welt unterging (Redfield)
- 2012: Projekt Herz EP
- 2013: Goldkinder
- 2015: Wieder Geil! (AFM)
- 2021: Das Album (AFM)